# Sainte-Anne (Martinica)
Saint-Anne es una comuna de Francia situada la zona meridional del departamento insular antillano de Martinica. 

## Características generales
Cuenta con una población de 5.201 habitantes y un área de 38,42 km², para una densidad de 136 hab./km². La localidad se encuentra del lado Caribe de la isla.

## Geología

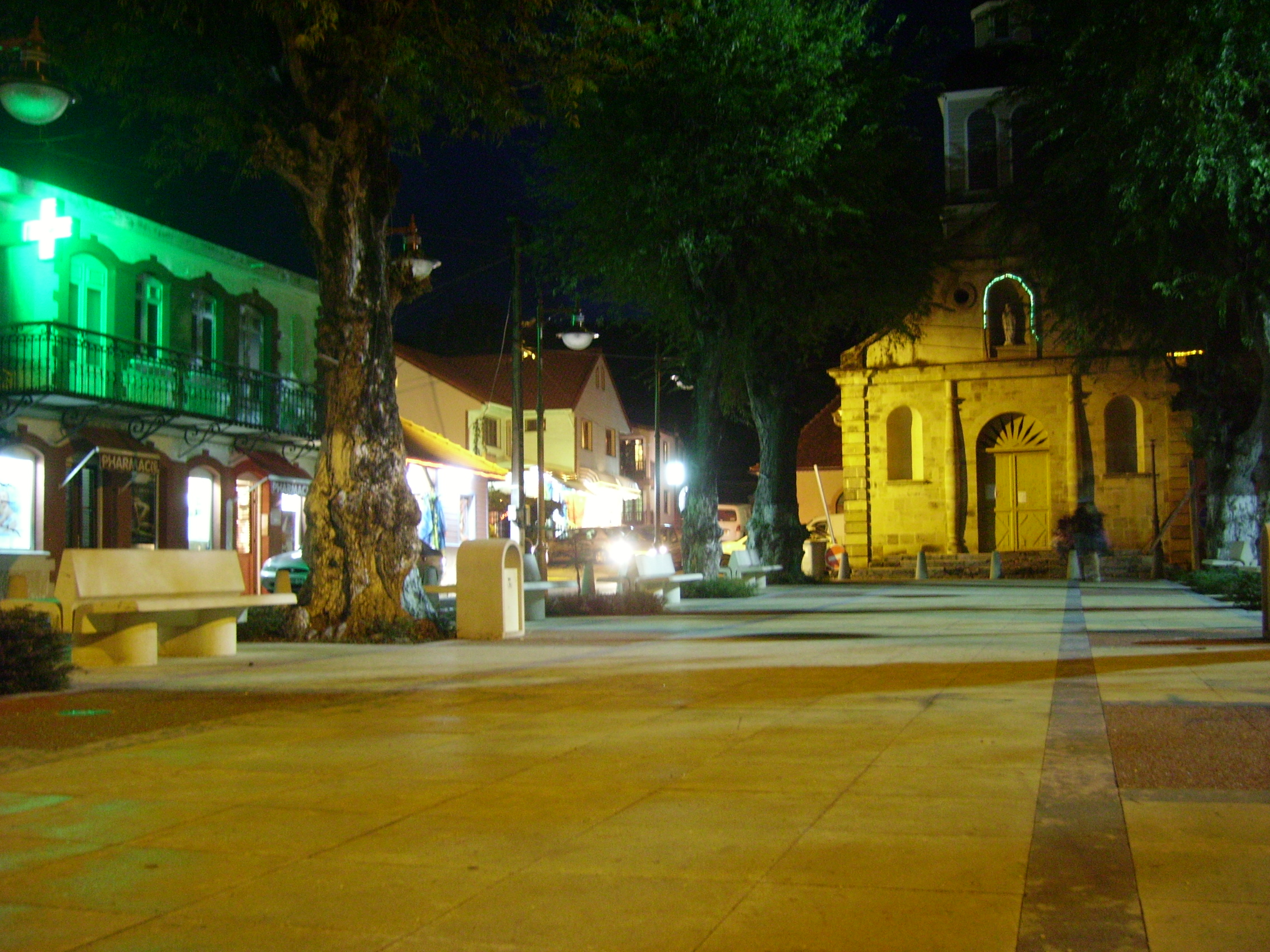
Plaza en Sainte-Anne.

La geología de la península Sainte-Anne es compleja y puede rastrearse hasta hace 30 millones de años, cuando se formó, junto con La Caravelle al este. Ambas son las estructuras que dieron origen a la isla completa.
Son el resultado de la eyección de materiales por parte de un punto caliente en la corteza submarina que, mucho después, daría origen al volcán Pelée. Este representa la formación más moderna de la isla, y algunas de sus rocas, formadas en la erupción de 1932, tienen solo 78 años de antigüedad.